# Округ Кларион (Пенсилванија)
Кларион (енгл. Clarion County) је округ у америчкој савезној држави Пенсилванија.

## Демографија
По попису из 2010. године број становника је 39.988, што је 1.777 (-4,3%) становника мање него 2000. године.
| Група             | 2000.          | 2010.          |
| Белци             | 40.867 (97,8%) | 38.724 (96,8%) |
| Афроамериканци    | 329 (0,8%)     | 484 (1,2%)     |
| Азијати           | 142 (0,3%)     | 191 (0,5%)     |
| Хиспаноамериканци | 172 (0,4%)     | 245 (0,6%)     |
| Укупно            | 41.765         | 39.988         |